# Гемаван (аеропорт)
Аеропорт Гемаван-Тернабі (швед. Hemavans flygplats) (IATA: HMV, ICAO: ESUT)) — аеропорт у місті Гемаван, Швеція. Найближчі села — Гемаван і Тернабю, що є гірськолижними курортами. Серед пасажирів багато норвежців з Му-і-Рана та околиць, що користуються аеропортом. Він розташований у муніципалітеті Сторуман (графство Вестерботтен), який був єдиним муніципалітетом у Швеції з двома аеропортами, що виконують регулярні рейси. Інший аеропорт, аеропорт Сторуман, закритий для руху з 2010 року.

## Наземний транспорт
Є таксі та оренда автомобілів. Відстань до Гемавана — 1 км, до Тернабі 19 км та Му-і-Рана, (Норвегія) — 98 км.

## Авіакомпанії та напрямки
| Авіакомпанія | Пункт призначення                 |
| ------------ | --------------------------------- |
| Amapola Flyg | Крамфорс, Стокгольм–Арланда (PSO) |

## Статистика
Див. джерело запитів Вікіданих та джерела.